# Kocsis Ágnes
Kocsis Ágnes (Budapest, 1971–) Balázs Béla-díjas magyar filmrendező és forgatókönyvíró.

## Életpályája
Az ELTE Bölcsészettudományi Karán Lengyel, Esztétika és Filmelmélet szakon végzett. Az egyetemi évek alatt két szemesztert ösztöndíjjal a krakkói Jagelló Egyetem filmfakultásán töltött, 2003-ban pedig egy évig a római Scuola Nazionale del Cinema (a régi Centro Sperimentale di Cinematografia) ösztöndíjas hallgatója volt filmrendezés és forgatókönyvíró szakon. A Színház- és Filmművészeti Egyetem Film- és Tévérendező szakán 2005-ben szerzett diplomát. Első nagyjátékfilmje, a Friss levegő – amely egyben diplomafilmje is – 2006-ban rögtön elnyerte a 37. Magyar Filmszemle – Simó Sándor emlékére alapított – Első filmes rendezői díjat. A film ezenfelül számos nemzetközi filmfesztiváli díjban is részesült. (port.hu) [forrás?] A CineLink elnevezésű szakmai programra – amely filmtervek fejlesztését szolgálja – Kocsis Ágnes és Andrea Roberti Pál Adrienn munkacímen futó filmterve kapott meghívást. A készülő filmet a Friss levegőt jegyző szerzőpáros, valamint Pusztai Ferenc producer mutatja be a szakmabelieknek. A 2010-es cannes-i fesztivál Un certain regard szekciójában a legjobb film díját nyerte.

## Filmjei

### Játékfilmjei
- Éden (2020)
- Pál Adrienn (2010)
- Friss levegő (2006)

### Rövidfilmjei
- A vírus (2005)
- 18 kép egy konzervgyári lány életéből (2003)
- Szortírozott levelek (2000)
- Ugyanúgy volna, mint Sandokan dokumentumfilm (2002)